# Tettigonia iocasta
Tettigonia iocasta är en insektsart som först beskrevs av William Lucas Distant 1908.  Tettigonia iocasta ingår i släktet Tettigonia och familjen dvärgstritar. Inga underarter finns listade i Catalogue of Life.